# Технічно-будівельний комітет
Технічно-будівельний комітет (ТБК) — державна установа Міністерства внутрішніх справ у Російській імперії, що існувала у 1865–1918 роках.
Був заснований 6 (18) квітня 1863 року при МВС Російської імперії. До того моменту функції комітету виконувало Головне управління шляхів сполучення й публічних будівель. Голова і члени комітету призначались міністром профільного міністерства.
Однією з найважливіших функцій ТБК була законотворча діяльність — ТБК розробляв будівельні правила.
Комітет займався різними справами по технічній частині, будівництвом цивільних споруд та підготовкою інженерів, складав плани і проекти державного значення, що мали великий рівень складності, затверджував проекти, плани міст, що надходили з губернських управлінь. Також ТБК займався вирішенням спорів, у тому числі за допомогою шанованих архітекторів, влаштовував ревізії проєктів і технічних звітів, створював з числа архітекторів окремі комісії для вирішення складних питань.
9 (22) травня 1918 року Технічно-Будівельний комітет увійшов до складу Комітету державних споруд Вищої ради народного господарства.

## Деякі архітектори і інженери — члени ТБК
- Барановський, Гаврило Васильович
- Беккер, Микола Федорович
- Вейденбаум, Олександр Густавович
- Вісневський, Павло Павлович
- Іванов-Шиць, Іларіон Олександрович
- Іодко Пантелеймон Вікентійович (1884—1887)[2]
- Калітович Михайло петрович (1863—1866)[2]
- Кітнер Ієронім Севастянович (1888—?)
- Кузьмін, Олександр Андрійович (1867—1878)
- Нотбек, Павло Карлович
- Погонкін, В'ячеслав Олександрович (1901—1911)
- Ходецький, Казимір-Марія Владиславович (1890—1892)[2]
- Шевяков, Микола Львович